# Liste der Bodendenkmale in Adelebsen
In der Liste der Bodendenkmale in Adelebsen sind die Bodendenkmale der niedersächsischen Gemeinde Adelebsen aufgeführt. Die Quelle ist der Denkmalatlas Niedersachsen.
- Bitte beachten Sie, dass diese Liste keinen Anspruch auf Vollständigkeit erhebt.
- Die Angaben ersetzen nicht die rechtsverbindliche Auskunft der zuständigen Denkmalschutzbehörde.
- Es sind nur Daten aus dem Denkmalatlas verarbeitet.
- Der Stand der Liste ist der 3. März 2025.

Adelebsen im Landkreis Göttingen

## Allgemein
In den Spalten finden sich folgende Informationen des Bodendenkmales:
| Lage         | geographische Koordinaten                                                           |
| Bezeichnung  | Bezeichnung lt. Denkmalatlas                                                        |
| Beschreibung | Beschreibung lt. Denkmalatlas                                                       |
| ID           | Objekt-ID                                                                           |
| Bild         | Bild, ggf. zusätzlich mit Link zu weiteren Fotos im Medienarchiv Wikimedia Commons. |

## Adelebsen
| Lage                        | Bezeichnung              | Beschreibung | ID       | Bild |
| --------------------------- | ------------------------ | --- | -------- | ---- |
| 51° 34′ 46″ N, 9° 41′ 44″ O | Adelebsen 103, Grabhügel | Größe ca. 7 × 3 m und Höhe ca. 0,3 m. Langoval, flach, aber deutlich abgesetzter Steinhügel in etwaiger N-S-Stellung. Aus Laubdecke ragen überwiegend kopfgroße Sandsteine heraus. Im mittleren Bereich über eine Br. von ca. 1,50 m, außer an der südl. Längsseite, fast ebenerdig abgetragen.     | 28979831 | BW   |
| 51° 34′ 40″ N, 9° 41′ 48″ O | Adelebsen 104, Grabhügel | Größe ca. 9 × 6 m und Höhe ca. 0,3 m. Langoval, flach, aber deutlich abgesetzter Steinhügel in ungefährer NO-SW-Ausrichtung. Randbereiche auslaufend. Durch Laubdecke auf dem Gipfel und am nordöstl. Ende mehrere unterschiedlich große Steine herausragend. Am nordöstl. Ende flache Einbuchtung. | 28979832 | BW   |
| 51° 33′ 7″ N, 9° 40′ 58″ O  | Adelebsen 273, Hohlweg   | | 28904180 | BW   |

### Adelebsen 17
- ID:28986336
- Großes Grabhügelfeld auf einer Gesamtfläche von max. ca. 800 (W-O) × 800 m. Stellenweise zwischen den Hügeln Sandsteine freiliegend.
- ca. 20 Steinhügel mit runder Grundform, hoch gewölbt, deutlich abgesetzt;
- ca. 43 Steinhügel mit ovaler und länglicher Grundform, in der Mehrzahl nur flach gewölbt und mit unscharfen Konturen, Ausrichtung fast N-S;
- ca. 19 Steinhügel sehr langgestreckte, schmale, besonders flache Steinhügel in NNO-SSW-Stellung.

| Lage                        | Bezeichnung   | Beschreibung | ID       | Bild |
| --------------------------- | ------------- | --- | -------- | ---- |
| 51° 35′ 6″ N, 9° 41′ 17″ O  | Adelebsen 17  | Durchmesser ca. 8 m und Höhe ca. 1 m. Deutlich gewölbt, rund. Steinkranz am Fuß und zentrale Steinsetzung, jeweils aus größeren Steinen aufgebaut. Heutiger Erhaltungszustand verhältnismäßig schlecht; jetzt flacher Hügel, dessen Randsteine und die der Grabkammer mitunter sichtbar sind. 1938 umgebettet; zur Vorbereitung des neuen Standorts wurde der Untergrund einigermaßen planiert. | 28979357 | BW   |
| 51° 35′ 5″ N, 9° 41′ 17″ O  | Adelebsen 22  | Durchmesser ca. 9 m und Höhe ca. 0,8 m. Rund. Insgesamt stark gewölbt, abgesetzter Rand. Augenscheinlich nicht gestört. Am westl. Rand Anhäufung von Lesesteinen. Während der Grabung von Schroller 1938 ungeöffnet geblieben. | 28979355 | BW   |
| 51° 35′ 6″ N, 9° 41′ 18″ O  | Adelebsen 23  | | 28979356 | BW   |
| 51° 35′ 8″ N, 9° 41′ 19″ O  | Adelebsen 27  | Größe ca. 21 × 1,5 – 2 m und Höhe ca. 0,2 – 0,3 m. Sehr langgezogen, flach, große und kleinere Steine herausragend. Ausrichtung N-S. | 28979482 | BW   |
| 51° 35′ 7″ N, 9° 41′ 19″ O  | Adelebsen 28  | | 28979358 | BW   |
| 51° 35′ 6″ N, 9° 41′ 22″ O  | Adelebsen 31  | | 28979453 | BW   |
| 51° 35′ 6″ N, 9° 41′ 23″ O  | Adelebsen 32  | | 28979470 | BW   |
| 51° 35′ 8″ N, 9° 41′ 21″ O  | Adelebsen 34  | Größe ca. 16 × 7 m und Höhe ca. 0,7 m. Langoval, stark gewölbt, nach N breit und flach auslaufend. Außer im N-Randbereich ziemlich deutlich abgesetzt. Flacher Gipfel. Im N durch das starke Gefälle Steinverlagerung. | 28979472 | BW   |
| 51° 35′ 5″ N, 9° 41′ 28″ O  | Adelebsen 35  | Größe ca. 11 × 6 m und Höhe ca. 0,8 m. Oval, stark gewölbt. Blockpackung von faust- bis über kopfgroßen Sandsteinen. Abgerundet flacher Gipfel, auslaufende Randbereiche. Einbuchtung am Mittelbereich. | 28979473 | BW   |
| 51° 35′ 4″ N, 9° 41′ 29″ O  | Adelebsen 36  | | 28979474 | BW   |
| 51° 35′ 3″ N, 9° 41′ 32″ O  | Adelebsen 37  | Größe ca. 13 × 3 m und Höhe ca. 0,5 m. Langgestreckt oval, deutlich gewölbt mit abgesetztem Rand. Sandsteine in Kopfgröße. Keine Störung sichtbar. | 28979475 | BW   |
| 51° 35′ 1″ N, 9° 41′ 37″ O  | Adelebsen 39  | Durchmesser ca. 2 m und Höhe ca. 0,2 m. Unregelmäßig geformt. | 28979477 | BW   |
| 51° 35′ 1″ N, 9° 41′ 37″ O  | Adelebsen 40  | Größe ca. 7 × 3 m und Höhe ca. 0,4 m. Langoval, stark gewölbt mit abgesetztem Rand. Dichte Blocksteinpackung. Im nördl. Bereich einige herausgerissene Steine. | 28979480 | BW   |
| 51° 35′ 1″ N, 9° 41′ 37″ O  | Adelebsen 41  | Größe ca. 5 × 3 m und Höhe ca. 0,3 m. Oval, flach mit unscharfen Konturen. Blocksteinpackung spürbar. | 28979481 | BW   |
| 51° 35′ 0″ N, 9° 41′ 36″ O  | Adelebsen 42  | Größe ca. 3,5 × 2 m und Höhe ca. 0,3 m. Oval, flach mit unscharfen Konturen. Dichte Blocksteinpackung aus faustgroßen Steinen. | 28979483 | BW   |
| 51° 35′ 0″ N, 9° 41′ 37″ O  | Adelebsen 43  | Größe ca. 5 × 4 m und Höhe ca. 0,6 m. Leicht oval, stark gewölbt mit deutlich abgesetztem Randbereich. Dichte geschlossene, überwiegend kopfgroße Blocksteinpackung. Im westl. Randbereich flache Einbuchtung. | 28979579 | BW   |
| 51° 35′ 0″ N, 9° 41′ 37″ O  | Adelebsen 44  | Größe ca. 4 × 3 m und Höhe ca. 0,4 m. Leicht oval, deutlich gewölbt, Rand deutlich abgesetzt. Dichte, überwiegend kopfgroße Blocksteinpackung mit einigen verstreuten Sandsteinbrocken am Rand. | 28979580 | BW   |
| 51° 34′ 59″ N, 9° 41′ 36″ O | Adelebsen 45  | Größe ca. 6 × 2,5 m und Höhe ca. 0,3 m. Oval, flach gewölbt, mit unscharfen Konturen. Dichte Blocksteinpackung sichtbar. | 28979581 | BW   |
| 51° 34′ 59″ N, 9° 41′ 37″ O | Adelebsen 46  | Größe ca. 16 × 4,5 m und Höhe ca. 0,4 m. Langgezogen, flach, an den Enden schmaler als im - fast kreisförmigen - Mittelbereich. Ausrichtung N-S. Dichte Blocksteinpackung. In der Mitte eine Mulde. | 28979583 | BW   |
| 51° 35′ 0″ N, 9° 41′ 39″ O  | Adelebsen 47  | Größe ca. 23 × 1,5 m und Höhe ca. 0,3 m. Langgezogen, flach in N-S-Ausrichtung. Geschlossene Blocksteinpackung sichtbar. | 28979584 | BW   |
| 51° 34′ 59″ N, 9° 41′ 40″ O | Adelebsen 48  | Größe ca. 48 × 1,5 m und Höhe ca. 0,3 m. Langgezogen, flach in N-S-Ausrichtung. Gelockerte Blocksteinpackung mit mehreren Unterbrechungen. | 28979585 | BW   |
| 51° 35′ 1″ N, 9° 41′ 41″ O  | Adelebsen 49  | Größe ca. 22 × 1,5 m und Höhe ca. 0,4 m. Langgezogen, flach aber deutlich gewölbt in N-S-Ausrichtung. Deutlich abgesetzt. Geschlossene Blocksteinpackung. Viel Hiebholz auf dem Hügel und in der Umgebung. | 28979587 | BW   |
| 51° 34′ 59″ N, 9° 41′ 32″ O | Adelebsen 50  | Größe ca. 5 × 2 m und Höhe ca. 0,4 m. Oval, flach gewölbt mit fließenden Randbereichen. Unter Laubdecke geschlossene Blocksteinpackung spürbar. | 28979582 | BW   |
| 51° 34′ 58″ N, 9° 41′ 32″ O | Adelebsen 51  | | 28979588 | BW   |
| 51° 34′ 58″ N, 9° 41′ 32″ O | Adelebsen 52  | | 28979589 | BW   |
| 51° 34′ 58″ N, 9° 41′ 36″ O | Adelebsen 53  | Größe ca. 13 × 6 m und Höhe ca. 1 m. Hoch gewölbt mit niedrigerem, nasenförmigem Ausläufer nach N. Ränder deutlich abgesetzt. Dichte Packung von etwa kopfgroßen Steinen. Ausläufer nördl. durch Waldweg leicht angeschnitten. | 28979590 | BW   |
| 51° 34′ 58″ N, 9° 41′ 36″ O | Adelebsen 54  | Größe ca. 5 × 2,5 m und Höhe ca. 0,4 m. Oval, flach gewölbt in N-S-Stellung. Unter Laubdecke geschlossene Steinpackung spürbar. | 28979592 | BW   |
| 51° 34′ 58″ N, 9° 41′ 38″ O | Adelebsen 55  | Größe ca. 5 × 2,5 m und Höhe ca. 0,3 m. Oval, flach gewölbt in N-S-Ausrichtung. Lockere Steinpackung. An südl. Seite einige abgetragene Sandsteinbrocken. | 28979593 | BW   |
| 51° 34′ 56″ N, 9° 41′ 37″ O | Adelebsen 56  | Durchmesser ca. 9 m und Höhe ca. 0,9 m. Steil gewölbt, rund mit deutlich abgesetzten Randbereichen. Überwiegend faust- und kopfgroße Steine in dichter Packung sichtbar. Außer einer kleinen Delle am südl. Rand keine Störung zu beobachten. | 28979595 | BW   |
| 51° 34′ 57″ N, 9° 41′ 40″ O | Adelebsen 57  | | 28979594 | BW   |
| 51° 34′ 58″ N, 9° 41′ 43″ O | Adelebsen 58  | | 28979597 | BW   |
| 51° 34′ 59″ N, 9° 41′ 45″ O | Adelebsen 59  | | 28979596 | BW   |
| 51° 34′ 59″ N, 9° 41′ 46″ O | Adelebsen 60  | | 28979586 | BW   |
| 51° 34′ 58″ N, 9° 41′ 45″ O | Adelebsen 61  | Größe ca. 4 × 2,5 m und Höhe ca. 0,2 m. Oval, sehr flach in ca. N-S-Richtung. Steigt von S langsam an, fällt nach N aber steiler ab. Im nördl. Bereich ragen einige kopfgroße Steine aus der Laubdecke heraus. | 28979599 | BW   |
| 51° 34′ 59″ N, 9° 41′ 47″ O | Adelebsen 62  | | 28979600 | BW   |
| 51° 34′ 59″ N, 9° 41′ 49″ O | Adelebsen 63  | | 28979601 | BW   |
| 51° 34′ 58″ N, 9° 41′ 46″ O | Adelebsen 65  | | 28979598 | BW   |
| 51° 34′ 58″ N, 9° 41′ 45″ O | Adelebsen 66  | Größe ca. 6,5 × 2,5 m und Höhe ca. 0,5 m. Langoval, im südl. Bereich deutlich gewölbt, nach N flach auslaufend. Ausrichtung etwa N-S. Steinpackung aus unterschiedlich großen Steinen, ein sehr großer Stein fällt auf. Außerhalb einige wenige Steine freiliegend. | 28979603 | BW   |
| 51° 34′ 57″ N, 9° 41′ 45″ O | Adelebsen 67  | Größe ca. 11 × 2 m und Höhe ca. 0,5 m. Langgezogen, sehr flach, Konturen stellenweise nicht zu verfolgen, zieht sich möglicherweise nach S weiter hin. Ausrichtung etwa N-S. Im NW vereinzelt faustgroße sowie größere (plattige) Steine freiliegend. Östl. durch flache Mulde flankiert. | 28979602 | BW   |
| 51° 34′ 58″ N, 9° 41′ 48″ O | Adelebsen 68  | | 28979604 | BW   |
| 51° 34′ 57″ N, 9° 41′ 46″ O | Adelebsen 69  | Größe ca. 3,5 × 2,5 m und Höhe ca. 0,4 m. Klein, oval. Gelände östl. geringfügig tiefer. Durch Laubdecke ragen Steine unterschiedlicher Größe. | 28979605 | BW   |
| 51° 34′ 56″ N, 9° 41′ 42″ O | Adelebsen 70  | Größe ca. 16 × 2,5 m und Höhe ca. 0,2 m. Langgezogen, flach in etwa N-S-Ausrichtung. Etwas unförmige Randbereiche. Überwiegend kopfgroße Steine freiliegend und unter Laubdecke spürbar. Steinanhäufung sowie Vertiefung am nördl. Ende, wohl Störung. Im S von Waldweg angeschnitten. | 28979606 | BW   |
| 51° 34′ 55″ N, 9° 41′ 45″ O | Adelebsen 71  | Größe ca. 13 × 2,5 m und Höhe ca. 0,5 m. Langgezogen, im N kreisförmig und stärker gewölbt. In Verlängerung flacher, aber deutlich gewölbt, auslaufend. Hügelränder abgesetzt. Geschlossene Steinpackung, überwiegend Kopfgröße. Eingedrückte Fahrspuren über die Mitte des Hügels von SW nach NO.                                                                                              | 28979607 | BW   |
| 51° 34′ 55″ N, 9° 41′ 47″ O | Adelebsen 72  | Durchmesser ca. 2,5 m und Höhe ca. 0,2 m. Klein, flach, rund. Erkennbar an faust- bis kopfgroßen Steinen. | 28979608 | BW   |
| 51° 34′ 55″ N, 9° 41′ 49″ O | Adelebsen 73  | Größe ca. 7 × 4 m und Höhe ca. 0,7 m. Oval, hoch gewölbt aus überwiegend kopfgroßen und einigen größeren Steinen. Ausrichtung NO-SW. Setzt sich randlich deutlich ab, außer im südwestl. Bereich. | 28979703 | BW   |
| 51° 34′ 54″ N, 9° 41′ 49″ O | Adelebsen 74  | Größe ca. 17 × 2 m und Höhe ca. 0,2 m. Langgestreckt, sehr flach. Unklare Konturen. | 28979704 | BW   |
| 51° 34′ 54″ N, 9° 41′ 47″ O | Adelebsen 75  | Größe ca. 7 × 3 m und Höhe ca. 0,4 m. Oval, deutlich gewölbt in N-S-Stellung. Randbereiche abgesetzt. Geschlossene Blocksteinpackung aus unterschiedlich großen Steinen. | 28979702 | BW   |
| 51° 34′ 53″ N, 9° 41′ 44″ O | Adelebsen 76  | Größe ca. 30 × 3,5 m und Höhe ca. 0,5 m. Langer Steinwall mit unterschiedlicher Wölbung und ungleichmäßig auslaufenden Randbereichen. Überwiegend faust- bis kopfgroße Sandsteine vorhanden. In der Mitte durch Waldweg unterbrochen. Steinwall im südl. Bereich durch Steinanfüllung und Steinverlagerung leicht unförmig. Im N-Bereich z.T. feste abgerundete Blocksteinpackung.              | 28979706 | BW   |
| 51° 34′ 54″ N, 9° 41′ 41″ O | Adelebsen 77  | Größe ca. 9 × 4 m und Höhe ca. 0,5 m. Länglich mit ungefährer N-S-Ausrichtung. Lose Steinanhäufung mit überwiegend kopfgroßen Sandbruchsteinen. Durch wegeartigen Einschnitt unterbrochen. Die verbliebenen, zwei gleichgroßen Steinanhäufungen sind durch Steinverlagerungen leicht unförmig und stark gestört.                                                                                | 28979705 | BW   |
| 51° 34′ 55″ N, 9° 41′ 37″ O | Adelebsen 78  | Durchmesser ca. 6 m und Höhe ca. 0,7 m. Rund, steil gewölbt mit deutlich abgesetztem Rand. Einige kleinere Steine herausragend. Augenscheinlich ungestört. | 28979708 | BW   |
| 51° 34′ 56″ N, 9° 41′ 35″ O | Adelebsen 79  | Durchmesser ca. 4,5 m und Höhe ca. 0,5 m. Rund, deutlich gewölbt im östl. Bereich gegen steigendes Gelände auslaufend, sonst deutlich abgesetzt. Überwiegend kopfgroße Steinpackung. | 28979709 | BW   |
| 51° 34′ 54″ N, 9° 41′ 37″ O | Adelebsen 80  | Durchmesser ca. 4 m und Höhe ca. 0,5 m. Annähernd rund, deutlich gewölbt. Einige faustgroße Steine. Randbereiche sowie Gipfel gestört. | 28979707 | BW   |
| 51° 34′ 54″ N, 9° 41′ 37″ O | Adelebsen 81  | Durchmesser ca. 5,5 m und Höhe ca. 0,5 m. Rund, stark gewölbt, abgesetzte Randbereiche. Faust- bis kopfgroße Steine sichtbar. Störungen am nordwestl. und nördl. Rand. | 28979713 | BW   |
| 51° 34′ 53″ N, 9° 41′ 37″ O | Adelebsen 82  | Durchmesser ca. 6,5 m und Höhe ca. 0,7 m. Rund, stark gewölbt mit abgesetztem Rand. Faust- und kopfgroße Steine sichtbar. Leichte Gipfelstörung. | 28979714 | BW   |
| 51° 34′ 54″ N, 9° 41′ 36″ O | Adelebsen 83  | Sehr groß, annähernd rund, steil gewölbt. Rand besonders im N und W stark abgesetzt. Am Gipfel überwiegend faustgroße, daneben auch größere Steine sichtbar, sonst mit Waldhumus bedeckt. Gipfel sowie N-Bereich als auch südöstl. Randbereich scheinen Spuren älterer Störungen zu tragen. In der Wegesohle östl. viele Steine freiliegend.                                                    | 28979715 | BW   |
| 51° 34′ 52″ N, 9° 41′ 32″ O | Adelebsen 85  | Ursprünglich rund, stark gewölbt. Jetzt unförmig durch stärkere Störungen, nach SW zieht sich eine längliche Steinanhäufung hin. Im O dürfte noch ein Teil des ursprünglichen Hügels vorhanden sein. Ca. 1975 durch Raupenschlepper auseinandergerissen. | 28979716 | BW   |
| 51° 34′ 52″ N, 9° 41′ 31″ O | Adelebsen 86  | Durchmesser ca. 9 m und Höhe ca. 0,7 m. Rund, stark gewölbt; Rand abgesetzt, Gipfel abgeflacht. Kopf- und faustgroße Steine freiliegend. In der Mitte ein tiefes Loch von ca. 0,5 × 0,5 m, sonst keine Störungen sichtbar. | 28979717 | BW   |
| 51° 34′ 52″ N, 9° 41′ 37″ O | Adelebsen 87  | Durchmesser ca. 5 m und Höhe ca. 0,5 m. Ursprünglich wohl rund. Unregelmäßig, aber deutlich gewölbt; Rand abgesetzt. Steine unterschiedlicher Größe freiliegend. Im westl. Randbereich stark gestört, z.T. auch im S durch Waldweg. | 28979718 | BW   |
| 51° 34′ 49″ N, 9° 41′ 35″ O | Adelebsen 88  | Durchmesser ca. 9,5 m und Höhe ca. 0,3 m. Rund. Faust- und kopfgroße Steine freiliegend. Nördl. bzw. südl. Rand dürfte noch intakt sein. Weitgehend gestört, wohl abgetragen. Fahrspuren im nördl. Fußbereich. | 28979719 | BW   |
| 51° 34′ 48″ N, 9° 41′ 34″ O | Adelebsen 90  | Durchmesser ca. 10 m und Höhe ca. 0,85 m. Rund, stark gewölbt mit abgeflachtem Gipfel. Ränder deutlich begrenzt. Aufgebaut aus faust- und kopfgroßen Steinen. Außer einer kleinen Mulde südwestl. am Gipfel keine sichtbare Störung. | 28979720 | BW   |
| 51° 34′ 48″ N, 9° 41′ 34″ O | Adelebsen 91  | Größe ca. 4,5 × 1,5 m und Höhe ca. 0,2 m. Langoval, sehr flach. Aus kleineren Steinen aufgebaut. Konturen unscharf. Am nördl. Rand kleines Loch. | 28979721 | BW   |
| 51° 34′ 48″ N, 9° 41′ 31″ O | Adelebsen 92  | Durchmesser ca. 7 m und Höhe ca. 0,7 m. Rund, stark gewölbt. Rand abgesetzt. Unterschiedlich große Steine spürbar. Kleinere Störung am südwestl. Rand. | 28979722 | BW   |
| 51° 34′ 48″ N, 9° 41′ 30″ O | Adelebsen 93  | Größe ca. 5 × 3 m und Höhe ca. 0,3 m. Oval, flach gewölbt, fließende Konturen. Ausrichtung etwa N-S. Faust- bis kopfgroße Steine sichtbar. Im nördl. Bereich sowie östl. durch alten Waldweg gestört. | 28979724 | BW   |
| 51° 34′ 47″ N, 9° 41′ 31″ O | Adelebsen 94  | Größe ca. 7 × 4,5 m und Höhe ca. 0,3 m. Oval, flach mit unscharfen Konturen. Steinpackung unter Grasdecke spürbar. Keine Störung feststellbar. | 28979725 | BW   |
| 51° 34′ 46″ N, 9° 41′ 34″ O | Adelebsen 95  | Durchmesser ca. 8 m und Höhe ca. 0,7 m. Ursprünglich stark gewölbt, rund mit deutlichen Konturen. Vornehmlich kopfgroße Steine freiliegend. Größtenteils abgetragen, es verbleibt noch ein Podest von ca. 0,30 m H. | 28979726 | BW   |
| 51° 34′ 46″ N, 9° 41′ 33″ O | Adelebsen 96  | Durchmesser ca. 11 m und Höhe ca. 0,8 m. Rund, ursprünglich stark gewölbt mit scharfen Konturen. Aus faust- und kopfgroßen Steinen aufgebaut. Weitgehend abgetragen; Gipfel, Mittel- und südl. Bereich verschwunden. | 28979727 | BW   |
| 51° 34′ 45″ N, 9° 41′ 33″ O | Adelebsen 97  | Durchmesser ca. 10,5 m und Höhe ca. 0,8 m. Rund, stark gewölbt mit abgesetzten Randbereichen. Dichte Steinpackung freiliegend. Nur leichte Mulden. | 28979729 | BW   |
| 51° 34′ 45″ N, 9° 41′ 36″ O | Adelebsen 99  | Größe ca. 5,5 × 2,5 m und Höhe ca. 0,35 m. Oval, flach mit unscharfen Konturen. Faust- bis kopfgroße Steine sichtbar. Ausrichtung O-W. Störungen nicht sichtbar. | 28979728 | BW   |
| 51° 34′ 46″ N, 9° 41′ 36″ O | Adelebsen 100 | Größe ca. 4,5 × 2,5 m und Höhe ca. 0,35 m. Oval, flach mit unscharfen Konturen. Über kopfgroße bis sehr große, plattige Steine freiliegend. Ausrichtung O-W. | 28979730 | BW   |
| 51° 34′ 46″ N, 9° 41′ 38″ O | Adelebsen 101 | Größe ca. 7 × 2,5 m und Höhe ca. 0,4 m. Oval, flach gewölbt in NO-SW-Ausrichtung. Randbereiche flach auslaufend. Außer faust- und kopfgroße Steine auch erheblich größere Exemplare freiliegend. Im Gipfelbereich stark gestört durch Baumsturz. | 28979827 | BW   |
| 51° 34′ 47″ N, 9° 41′ 39″ O | Adelebsen 102 | Größe ca. 5,5 × 3,5 m und Höhe ca. 0,2 m. Rundoval, sehr flach in etwa O-W-Richtung. Randbereiche auslaufend. Faust- und kopfgroße, aber auch größere Steine frei. | 28979828 | BW   |

## Barterode
| Lage                        | Bezeichnung                          | Beschreibung | ID       | Bild           |
| --------------------------- | ------------------------------------ | --- | -------- | -------------- |
| 51° 31′ 56″ N, 9° 45′ 55″ O | Barterode 1, Hünenburg bei Dransfeld | Hoch- bis spätmittelalterliche Burg. Die in Spornlage errichtete Befestigung wird nach S, W und N durch natürliche Steilhänge geschützt. Nach O flach auslaufend und in Verbindung stehend mit dem Steilhang des Ossenberges. Fast quadratisch und hat Seitenlängen von 120 m. Die Befestigung besteht aus einer gemörtelten Mauer in Schalenbauweise, stellenweise mit vorgelagertem Spitzgraben, in der Südostecke eine halbkreisförmige Bastion. An der O-Ecke ein dem Wall vorgelagerter Graben, in der NO-Ecke der Burg ein schwach erkennbarer Rest eines Grabens. Der Innenraum weist einige Mulden und einen kleinen Steinhaufen auf. Zugang im S-Wall. Gut erhaltener Wall, obwohl im O-Wall und Graben eine spätere Durchbruchstelle vorhanden ist. Befestigung erhalten und gut sichtbar. | 28979835 | Weitere Bilder |
| 51° 33′ 28″ N, 9° 47′ 32″ O | Barterode 5, Hohlweg                 | Mittelalterliche Fernstraße, die von Harste abzweigend über Bühren nach Münden führte. Hohlweg mit trapezförmigem Profil, nach NO flach auslaufend. L. 1300 m, T. bis 3 m, Br. bis 16 m im südwestl. Bereich. Sehr gut erhalten. Im SW gegen den befestigten Weg Esebeck-Barterode auslaufend, in diesem Endbereich gestört durch Entwässerungsarbeiten. Der Hohlweg dient vermutlich als Wasserfang. | 28979836 | BW             |
| 51° 33′ 16″ N, 9° 45′ 11″ O | Barterode 48, Grabhügel              | Größe ca. 10 × 9 m und Höhe ca. 0,4 – 0,75 m. Oval. Südöstl. Rand durch Steinverlagerung aufgeschüttet. Oberfläche sehr unförmig. Steinpackung bestehend aus faust- bis kopfgroßen Basaltsteinen. Vereinzelt größere Brocken. Randbereich in nordwestl. Richtung flach auslaufend. Nach O deutlich abgesetzt. Stark gestörter Gesamteindruck. Starke Einkuhlung im Gipfelbereich. Am nordöstl. Rand ein neueres Grabungsloch, ca. 1 m tief. | 28979952 | BW             |
| 51° 32′ 52″ N, 9° 48′ 22″ O | Barterode 60, Grabhügel              | Durchmesser ca. 6 m und Höhe ca. 0,4 m. Rund. Aufgebaut aus vorwiegend kopfgroßen Kalksteinen. | 28948793 | BW             |
| 51° 32′ 50″ N, 9° 48′ 23″ O | Barterode 61, Grabhügel              | Durchmesser ca. 4 – 5 m und Höhe ca. 0,3 m. Rund. Aufgebaut aus vorwiegend kopfgroßen Kalksteinen. | 28948794 | BW             |
| 51° 32′ 48″ N, 9° 48′ 23″ O | Barterode 62, Grabhügel              | Durchmesser ca. 6 – 7 m und Höhe ca. 0,5 m. Rundoval. Aufgebaut aus kopfgroßen Kalksteinen. Südl. Hügelfuß durchwühlt bzw. auseinandergerissen. | 28948795 | BW             |
| 51° 32′ 47″ N, 9° 48′ 22″ O | Barterode 63, Grabhügel              | Durchmesser ca. 6 m und Höhe ca. 0,2 m. Rund. Kuppe abgetragen, aufgebaut aus vorwiegend überkopfgroßen Kalksteinen. | 28948796 | BW             |

### Barterode 6
- ID:28987045
- Rundhügel, klein, flach bis stark gewölbt;
- ovale Hügel in Ausrichtungen um N-S, meist flach gewölbt;
- einige wenige flache, schmale Steinreihen in N-S-Stellung, bis 20 m L.

Scheinbar weitgehend ungestört. Die meisten Rundhügel liegen isoliert und sind als Grabhügel zu deuten. Die ovalen und langen Steinhügel vorerst ungeklärt; aufgrund der überwiegenden N-S-Ausrichtungen und der plateauartigen Geländebeschaffenheit wäre dabei an Reste von Altäckern zu denken.

| Lage                        | Bezeichnung  | Beschreibung | ID       | Bild |
| --------------------------- | ------------ | --- | -------- | ---- |
| 51° 33′ 12″ N, 9° 48′ 13″ O | Barterode 9  | Durchmesser ca. 6 m und Höhe ca. 0,5 m. Rund, deutlich gewölbt. Steinpackung deutlich abgesetzt. Gipfel leicht abgeflacht. Überwiegend kopfgroße Blocksteinpackung mit einigen größeren Steinplatten. Auf dem Gipfel gestörte Blocksteinpackung mit flacher Einkuhlung. | 28979838 | BW   |
| 51° 33′ 13″ N, 9° 48′ 12″ O | Barterode 10 | Durchmesser ca. 4 m und Höhe ca. 0,2 m. Rund, flach gewölbt. Randbereiche flach auslaufend, aber deutlich begrenzt. Einige größere, flache Steine unter Laub- und Waldhumuslage sichtbar. Augenscheinlich ohne Störung. | 28979840 | BW   |
| 51° 33′ 13″ N, 9° 48′ 11″ O | Barterode 11 | Durchmesser ca. 4 m und Höhe ca. 0,2 m. Rund, flach mit gleichmäßiger Wölbung. Randbereiche flach, aber deutlich abgesetzt. Einige kopfgroße Kalksteine sichtbar. Im W ca. 1/3, fast ebenerdig, abgetragen. Sonst augenscheinlich ohne Störung. | 28979841 | BW   |
| 51° 33′ 14″ N, 9° 48′ 12″ O | Barterode 13 | Durchmesser ca. 4,5 m und Höhe ca. 0,2 m. Rund mit unterschiedlicher Wölbung. Im S deutlich gewölbt, im N flacher auslaufend. Überwiegend kopfgroße Kalksteinpackung unter dünner Humusschicht sichtbar. Im südl. Bereich gestörte Steinpackung mit einigen aufliegenden größeren, flachen Steinen. Im N leicht abgetragen.                                                                        | 28979842 | BW   |
| 51° 33′ 11″ N, 9° 48′ 10″ O | Barterode 15 | Durchmesser ca. 5 m und Höhe ca. 0,2 m. Rund bis leicht unförmig, flach. In Hanglage stark auslaufend. Randbereiche flach, aber mit deutlich abgesetzter Steinpackung. Faust- bis kopfgroße Steine vorhanden. Gestörte Oberfläche. | 28979843 | BW   |
| 51° 33′ 11″ N, 9° 48′ 11″ O | Barterode 16 | Durchmesser ca. 5,5 m und Höhe ca. 0,2 m. Rund, flach gewölbt. Steinpackung flach auslaufend, aber deutlich abgesetzt. Faust- bis kopfgroße Steine vorhanden. Auseinandergezogener Hügel mit leicht gestörter Blocksteinpackung. | 28979844 | BW   |
| 51° 33′ 14″ N, 9° 48′ 6″ O  | Barterode 17 | Durchmesser ca. 6,5 m und Höhe ca. 0,6 m. Rund, gleichmäßig hoch gewölbt. Hügelrand deutlich abgesetzt. Kopf- bis faustgroße Steine vorhanden. Augenscheinlich ohne Störung. | 28979846 | BW   |
| 51° 33′ 15″ N, 9° 48′ 11″ O | Barterode 20 | Größe ca. 6,5 × 4,5 m und Höhe ca. 0,4 m. Rund bis leicht oval mit N-S-Ausrichtung. Unregelmäßig, jedoch deutlich gewölbt. Randbereiche im N flacher auslaufend. Gestörte Blocksteinpackung mit leicht unförmiger Oberfläche. | 28979845 | BW   |
| 51° 33′ 16″ N, 9° 48′ 11″ O | Barterode 21 | Größe ca. 6,5 × 3,5 m und Höhe ca. 0,4 m. Langer bis ovaler Steinwall mit ungefährer N-S-Ausrichtung. Deutlich abgesetzte Steinpackung mit unregelmäßiger Wölbung. Faust- bis kopfgroße Steinpackung sichtbar. Oberflächenstörungen. Am SW-Hügelfuß deckende Steinstreuung. | 28979848 | BW   |
| 51° 33′ 16″ N, 9° 48′ 12″ O | Barterode 22 | Durchmesser ca. 3,5 m und Höhe ca. 0,3 m. Rund mit gleichmäßiger Wölbung. Randbereiche deutlich abgesetzt. Einige faustgroße Steine unter dünner Laub- und Humusschicht sichtbar. Östl. Wölbungsbereich leicht abgeflacht. Augenscheinlich gut erhalten. | 28979849 | BW   |
| 51° 33′ 16″ N, 9° 48′ 11″ O | Barterode 23 | Durchmesser ca. 3,5 m und Höhe ca. 0,3 m. Rund mit deutlich gleichmäßiger Wölbung. Randbereiche deutlich abgesetzt. Dichte Kalksteinpackung aus faust- bis kopfgroßen Steinblöcken. Augenscheinlich ungestört und gut erhalten. | 28979850 | BW   |
| 51° 33′ 16″ N, 9° 48′ 11″ O | Barterode 24 | Durchmesser ca. 4 m und Höhe ca. 0,3 m. Rund, gleichmäßig deutlich gewölbt. Randbereiche deutlich abgesetzt. Dichte Blocksteinpackung aus faust- bis kopfgroßen Kalksteinen. Augenscheinlich ungestört und gut erhalten. | 28979851 | BW   |
| 51° 33′ 17″ N, 9° 48′ 9″ O  | Barterode 26 | Durchmesser ca. 5,5 m und Höhe ca. 0,4 m. Rund, flach mit deutlicher Wölbung. Gipfel stark abgeflacht. Steinpackung am Hügelfuß deutlich abgesetzt. Faust- bis kopfgroße Kalksteine. Gelockerte leichte Steinverlagerungen im Gipfelbereich. | 28979852 | BW   |
| 51° 33′ 16″ N, 9° 48′ 12″ O | Barterode 29 | Größe ca. 5 × 2,5 m und Höhe ca. 0,3 m. Oval, deutlich gewölbt mit ungefährer N-S-Ausrichtung. Überwiegend kopfgroße Kalksteinpackung vorhanden. Gestörte Oberfläche im nördl. und westl. Wölbungsbereich. | 28979853 | BW   |
| 51° 33′ 11″ N, 9° 48′ 17″ O | Barterode 37 | Durchmesser ca. 8 m und Höhe ca. 0,5 m. Rund, gestört. Westl. Hügelhälfte mit gleichmäßiger starker Wölbung. Flach auslaufende Randbereiche. Überwiegend faust- bis kopfgroße und einige größere, flache Kalksteine. Östl. Hügelbereich stark heruntergezogen und z.T. abgetragen. Im W augenscheinlich ungestört. Auf dem Gipfel und im östl. Randbereich, größere, flach aufliegende Kalksteine. | 28979854 | BW   |
| 51° 33′ 17″ N, 9° 48′ 25″ O | Barterode 38 | Durchmesser ca. 5,5 m und Höhe ca. 0,4 m. Rund, stark gewölbt mit abgesetzten Randbereichen, im O flacher auslaufend. AÜberwiegend faust- bis kopfgroße Kalksteine vorhanden. Keine Störungen sichtbar. | 28979855 | BW   |
| 51° 33′ 13″ N, 9° 48′ 26″ O | Barterode 39 | Durchmesser ca. 8 m und Höhe ca. 0,4 m. Rund, deutlich gewölbt mit stark abgeflachtem Gipfel. Überwiegend faustgroße Kalksteinpackung. Muldenartige Einbuchtung im Gipfelbereich. | 28979948 | BW   |
| 51° 33′ 12″ N, 9° 48′ 22″ O | Barterode 40 | Durchmesser ca. 6 m und Höhe ca. 0,4 m. Rund, stark gewölbt. Abgesetzter Rand. Faust- bis über kopfgroße Kalksteinblöcke und -platten. Im O am Rand größere Störung mit fast ebenerdig abgetragenen Stelle und Aufwurf. | 28979949 | BW   |
| 51° 33′ 13″ N, 9° 48′ 18″ O | Barterode 41 | Durchmesser ca. 4 m und Höhe ca. 0,3 m. Rundoval, deutlich gewölb. Randbereiche deutlich abgesetzt. Überwiegend faust- bis kopfgroße Kalkblocksteinpackung. Augenscheinlich ohne Störung. | 28979950 | BW   |
| 51° 33′ 13″ N, 9° 48′ 19″ O | Barterode 42 | Durchmesser ca. 4 m und Höhe ca. 0,3 m. Rundoval, deutlich gewölbt. Randbereiche deutlich abgesetzt. Überwiegend faust- bis kopfgroße Kalksteine sichtbar. Gestörte Blocksteinpackung mit aufliegenden größeren, flachen Kalkstein. | 28979951 | BW   |
| 51° 33′ 8″ N, 9° 48′ 22″ O  | Barterode 43 | Durchmesser ca. 5 m und Höhe ca. 0,5 m. Rund. Vorwiegend aus faustgroßen Kalksteinblöcken aufgeworfen. In den Randbereichen flache Mulden sichtbar. | 28979953 | BW   |
| 51° 32′ 58″ N, 9° 48′ 14″ O | Barterode 59 | Durchmesser ca. 8 m und Höhe ca. 0,9 m. Rund. Nach N in lockere Steinstreuung übergehend. Aufgebaut aus Kalksteinen bis etwa 0,6 m Kantenlänge. Am westl. Hügelfuß kleiner ovaler Steinhügel als Rest eines alten Windwurfes. | 28948792 | BW   |
| 51° 33′ 3″ N, 9° 48′ 13″ O  | Barterode 64 | Durchmesser ca. 7 m und Höhe ca. 0,4 – 0,5 m. Rund. Flach gewölbt, aufgebaut aus überwiegend kopfgroßen Kalksteinen. | 28948797 | BW   |
| 51° 33′ 1″ N, 9° 48′ 18″ O  | Barterode 65 | Durchmesser ca. 8 m und Höhe ca. 0,5 – 0,6 m. Rund. Deutlich gewölbt, aufgebaut aus meist kopfgroßen Kalksteinen. | 28948798 | BW   |
| 51° 33′ 6″ N, 9° 48′ 20″ O  | Barterode 66 | Durchmesser ca. 5 m und Höhe ca. 0,3 m. Rund. Flach gewölbt, aufgebaut aus überwiegend kopfgroßen Kalksteinen. | 28948799 | BW   |
| 51° 33′ 9″ N, 9° 48′ 14″ O  | Barterode 67 | Durchmesser ca. 5 m und Höhe ca. 0,2 m. Rund, flach gewölbt, aufgebaut aus vorwiegend kopfgroßen Kalksteinen. | 28948800 | BW   |

## Erbsen
| Lage                        | Bezeichnung          | Beschreibung | ID       | Bild |
| --------------------------- | -------------------- | --- | -------- | ---- |
| 51° 34′ 2″ N, 9° 48′ 59″ O  | Erbsen 9, Grabhügel  | Durchmesser ca. 13,5 m und Höhe ca. 1,2 m. Rund, Rand deutlich abgesetzt, Anstieg zur Kuppe recht steil. Aufgeworfen aus unterschiedlichen, aber nicht überkopfgroßen Kalksteinen. Gipfel stark gestört, flache Delle sichtbar. Erhebliche, sehr auffällige Störung am südl. Rand in Form einer ca. 1 m tiefen Kuhle mit ringförmigem Auswurf. Kleinere Störung am südöstl. Fuß. Wegen Form und Lage in steinfreier Umgebung als Grabhügel zu deuten. | 28980077 | BW   |
| 51° 34′ 5″ N, 9° 48′ 51″ O  | Erbsen 10, Grabhügel | Durchmesser ca. 20 m und Höhe ca. 1 m. Rund bis leicht oval, anscheinend aus Lößlehm aufgebau. Abgeflachter Gipfel. Setzt sich von allen Seiten, am wenigsten noch von O, sehr deutlich ab. | 28980080 | BW   |
| 51° 34′ 33″ N, 9° 48′ 28″ O | Erbsen 25, Grabhügel | Durchmesser ca. 12,5 m und Höhe ca. 0,8 m. Groß, rund, stark gewölbt. Gipfel abgeflacht, Randbereiche auslaufend. Steinpackung aus vorwiegend faustgroßen Kalksteinblöcken, im Gipfelbereich einige größere. Kopfstich sowie größere Störung am südl. Rand. Am östl. Fuß Kalksteinentnahmestelle. | 28980597 | BW   |
| 51° 34′ 29″ N, 9° 48′ 29″ O | Erbsen 26, Grabhügel | Durchmesser ca. 7 m und Höhe ca. 0,4 m. Rund, sehr flach gewölbt mit auslaufenden Randbereichen, hebt sich aber von allen Seiten ab. Vereinzelt kleinere Kalksteinblöcke erkennbar. Leicht gestörte Oberfläche. Kleine Delle am nördl. Fuß. | 28980599 | BW   |
| 51° 34′ 27″ N, 9° 48′ 30″ O | Erbsen 27, Grabhügel | Durchmesser ca. 6 m und Höhe ca. 0,4 m. Flach gewölbt, aber hebt sich von allen Seiten deutlich ab. Konturen unscharf. Im Gipfelbereich mehrere, nahezu parallele flache Rippen mit stellenweise anstehendem Kalksteinfelsen. Nahezu kreisrunde Ansammlung unterschiedlich großer Kalksteinblöcke und -platten, die offenbar um einen natürlichen Ausbiss des Kalksteins herum gruppiert worden sind.                                                 | 28980600 | BW   |
| 51° 34′ 29″ N, 9° 48′ 12″ O | Erbsen 28, Grabhügel | Durchmesser ca. 6 m und Höhe ca. 0,3 m. Rund, flach gwwölbt mit deutlich abgesetztem Rand. Vorwiegend kopfgroße Kalksteinblöcke und -platten, manche auf der Kante stehend, erkennbar. Kleinere Störung am südl. Fuß. | 28980693 | BW   |
| 51° 34′ 9″ N, 9° 48′ 37″ O  | Erbsen 31, Grabhügel | Größe ca. 5 × 6 m und Höhe ca. 0,4 m, leicht oval. Abgeflachte Kuppe. Randbereich abgesetzt. Faust- bis kopfgroße Kalksteine, versetzt mit Humusboden. | 28980695 | BW   |

### Erbsen 1
- ID:28980079
- Grabhügelfeld

| Lage                       | Bezeichnung | Beschreibung | ID       | Bild |
| -------------------------- | ----------- | --- | -------- | ---- |
| 51° 35′ 29″ N, 9° 49′ 5″ O | Erbsen 1    | Durchmesser ca. 5,5 m und Höhe ca. 0,3 m. Rund, flach gewölbt mit auslaufenden Randbereichen. Packung aus faust- und kopfgroßen Kalksteinplatten und -blöcken erkennbar. | 28979978 | BW   |
| 51° 35′ 29″ N, 9° 49′ 6″ O | Erbsen 2    | Durchmesser ca. 8 m und Höhe ca. 0,6 m. Rund, stark gewölbt, Rand auslaufend. Kleinere Störungen an Rand und Gipfel. Packung aus faust- bis kopfgroßen Kalksteinplatten und -blöcken. | 28980074 | BW   |
| 51° 35′ 29″ N, 9° 49′ 6″ O | Erbsen 3    | Durchmesser ca. 8 m und Höhe ca. 0,6 m. Rund, stark gewölbt. Leicht gestörte Oberfläche. Im S läuft der Rand aus, sonst deutlich abgesetzt. Packung aus faust- und kopfgroßen Kalksteinblöcken und -platten, sowie einigen größeren Blöcken. | 28980075 | BW   |
| 51° 35′ 28″ N, 9° 49′ 6″ O | Erbsen 4    | Durchmesser ca. 10 m und Höhe ca. 0,9 m. Rund, stark gewölbt, groß mit abgesetztem Rand und Kopfstich. Steinpackung überwiegend aus faustgroßen Kalksteinblöcken, darunter auch größere Kalksteinplatten. | 28979977 | BW   |
| 51° 35′ 26″ N, 9° 49′ 7″ O | Erbsen 5    | Durchmesser ca. 6,5 m und Höhe ca. 0,4 m. Rund, flach gewölbt mit auslaufenden Randbereichen; setzt sich von W aber stärker ab. Packung aus faust- bis überkopfgroßen, überwiegend plattigen Kalksteinen. | 28980076 | BW   |
| 51° 35′ 25″ N, 9° 49′ 8″ O | Erbsen 6    | Durchmesser ca. 8 m und Höhe ca. 0,4 m. Rund, deutlich gewölbt mit im S und O klar abgesetztem Rand. Packung aus faust- bis kopfgroßen, hauptsächlich plattigen Kalksteinen. Macht insgesamt einen leicht gestörten Eindruck, während der westl. Fußbereich, der starken Hanglage zufolge, abgebröckelt ist; am Steilhang einige Steinblöcke verstreut. | 28980078 | BW   |

### Erbsen 12
- ID:28980596
- Eng zusammenliegende, langgezogene Gruppe von 13 Erdhügeln; flach bis stark gewölbt mit zumeist auslaufenden Randbereichen. Zum größten Teil augenscheinlich sehr gut erhalten. Knapp östl. eines N-S verlaufenden Kammes aus Muschelkalk. In leichter Hanglage und auf Lößboden gelegen. Auf Grund der Form und des Aufbaus wohl Bronzezeit.

| Lage                        | Bezeichnung | Beschreibung | ID       | Bild |
| --------------------------- | ----------- | --- | -------- | ---- |
| 51° 34′ 14″ N, 9° 48′ 36″ O | Erbsen 12   | Durchmesser ca. 16 m und Höhe ca. 0,4 m. Rund mit deutlich gleichmäßiger Wölbung; Rand auslaufend, Gipfel abgeflacht. Augenscheinlich gut erhalten und ungestört.                                                                                                   | 28980081 | BW   |
| 51° 34′ 15″ N, 9° 48′ 36″ O | Erbsen 13   | Durchmesser ca. 13 m und Höhe ca. 0,8 m. Rund, hoch gewölbt mit gleichmäßiger Wölbung; leicht abgeflachter Gipfel mit deutlich abgesetzten Randbereichen. Augenscheinlich gut erhalten und ungestört.                                                               | 28980082 | BW   |
| 51° 34′ 15″ N, 9° 48′ 36″ O | Erbsen 14   | Durchmesser ca. 12 m und Höhe ca. 0,6 m. Rund mit deutlich gleichmäßiger Wölbung; Gipfel leicht abgeflacht, Randbereiche deutlich abgesetzt. Im südl. Gipfelbereich unnatürlich stark abgeflacht. Sonst augenscheinlich ungestört.                                  | 28980083 | BW   |
| 51° 34′ 16″ N, 9° 48′ 36″ O | Erbsen 15   | Durchmesser ca. 13 m und Höhe ca. 0,5 m. Rund mit deutlich gleichmäßiger Wölbung; Gipfel abgeflacht, Randbereiche auslaufend. Augenscheinlich gut erhalten und ungestört.                                                                                           | 28980084 | BW   |
| 51° 34′ 16″ N, 9° 48′ 35″ O | Erbsen 16   | Durchmesser ca. 13 m und Höhe ca. 0,7 m. Rund, stark gewölbt; Gipfel leicht abgeflacht, Randbereiche deutlich abgesetzt. Augenscheinlich gut erhalten und ungestört.                                                                                                | 28980085 | BW   |
| 51° 34′ 17″ N, 9° 48′ 36″ O | Erbsen 17   | Durchmesser ca. 14 m und Höhe ca. 0,8 m. Rund, stark gewölbt; abgeflachter Gipfel, Randbereiche deutlich abgesetzt. Südl. Randbereich durch Waldweg ca. 2 m angeschnitten. Einige längliche, plattige Kalksteine. Sonst gut erhalten und augenscheinlich ungestört. | 28980087 | BW   |
| 51° 34′ 17″ N, 9° 48′ 37″ O | Erbsen 18   | Durchmesser ca. 20 m und Höhe ca. 1,2 m. Rund, hoch gewölbt; Gipfel leicht abgeflacht, Rand deutlich abgesetzt. Augenscheinlich gut erhalten und ungestört. | 28980088 | BW   |
| 51° 34′ 17″ N, 9° 48′ 35″ O | Erbsen 19   | Durchmesser ca. 13 m und Höhe ca. 0,4 m. Rund mit deutlich gleichmäßiger Wölbung; Gipfel leicht abgeflacht, Randbereiche auslaufend. Augenscheinlich gut erhalten und ungestört.                                                                                    | 28980586 | BW   |
| 51° 34′ 17″ N, 9° 48′ 36″ O | Erbsen 20   | Durchmesser ca. 13 m und Höhe ca. 0,4 m. Rund mit deutlich gleichmäßiger Wölbung; Gipfel leicht abgeflacht, Randbereiche auslaufend. Augenscheinlich gut erhalten und ungestört.                                                                                    | 28980589 | BW   |
| 51° 34′ 18″ N, 9° 48′ 37″ O | Erbsen 21   | Durchmesser ca. 12 m und Höhe ca. 0,3 m. Rund, flach mit abgeflachtem Gipfel; Randbereiche auslaufend. Augenscheinlich gut erhalten und ungestört. | 28980591 | BW   |
| 51° 34′ 18″ N, 9° 48′ 36″ O | Erbsen 22   | Durchmesser ca. 13 m und Höhe ca. 0,5 m. Rund mit deutlich gleichmäßiger Wölbung; Gipfel leicht abgeflacht, Randbereiche deutlich abgesetzt. Augenscheinlich gut erhalten.                                                                                          | 28980590 | BW   |
| 51° 34′ 18″ N, 9° 48′ 35″ O | Erbsen 23   | Durchmesser ca. 14 m und Höhe ca. 0,4 m. Rund, flach mit stark abgeflachtem Gipfel; Randbereiche stark auslaufend. Augenscheinlich gut erhalten und ungestört. | 28980592 | BW   |
| 51° 34′ 19″ N, 9° 48′ 36″ O | Erbsen 24   | Durchmesser ca. 16 m und Höhe ca. 0,3 m. Rund, stark abgeflacht mit flacher, aber gleichmäßiger Wölbung; Randbereiche stark auslaufend. Augenscheinlich gut erhalten und ungestört.                                                                                 | 28980594 | BW   |

## Güntersen
| Lage                        | Bezeichnung                | Beschreibung | ID       | Bild |
| --------------------------- | -------------------------- | ------------ | -------- | ---- |
| 51° 32′ 38″ N, 9° 41′ 45″ O | Güntersen 3, Wüstung       |              | 28980696 | BW   |
| 51° 32′ 35″ N, 9° 40′ 51″ O | Güntersen 5, Hohlwegbündel |              | 28993984 | BW   |

## Wibbecke

### Wibbecke 4
- ID:28985189
- Sechs kreisrunde, flach bis stärker gewölbte Steinhügel (aus unterschiedlich großen Kalksteinbrocken), in unregelmäßigen Abständen aufgereiht. Teilweise leicht gestört.

| Lage                        | Bezeichnung | Beschreibung | ID       | Bild |
| --------------------------- | ----------- | --- | -------- | ---- |
| 51° 34′ 6″ N, 9° 46′ 46″ O  | Wibbecke 4  | Durchmesser ca. 8 m und Höhe ca. 0,6 m. Rund, deutlich gewölbt. Hügelfuß deutlich abgesetzt. Augenscheinlich ungestört. | 28980697 | BW   |
| 51° 34′ 4″ N, 9° 46′ 46″ O  | Wibbecke 5  | Durchmesser ca. 10 m und Höhe ca. 0,7 m. Rund, deutlich gewölbt. Randbereiche deutlich abgesetzt. Faust- bis kopfgroße Kalkbruchsteine. Durch Steinverlagerung und Steinentnahme im südl. und nördl. Hügelbereich in der Form stark gestört.                  | 28980698 | BW   |
| 51° 34′ 0″ N, 9° 46′ 47″ O  | Wibbecke 6  | Durchmesser ca. 8 m und Höhe ca. 0,5 m. Rund, deutlich gewölbt mit abgeflachtem Gipfe. Randbereiche flach auslaufend. Überwiegend kopfgroße Kalksteine sichtbar. Augenscheinlich ungestört.                                                                   | 28980593 | BW   |
| 51° 33′ 59″ N, 9° 46′ 48″ O | Wibbecke 8  | Durchmesser ca. 6 m und Höhe ca. 0,4 m. Rund mit gleichmäßiger Wölbung. Randbereiche deutlich abgesetzt. Überwiegend kopfgroße Kalksteine. Einige, leicht verstreut liegende größere Steine. Augenscheinlich ungestört.                                       | 28980699 | BW   |
| 51° 33′ 59″ N, 9° 46′ 48″ O | Wibbecke 9  | Durchmesser ca. 7 m und Höhe ca. 0,4 m. Fast rund. Deutlich abgesetzt mit stark abgeflachtem Gipfel. Ungleichmäßig gewölbt. Faust- bis kopfgroße Kalkbruchsteine sichtbar. Am westl. Hügelfuß leicht verstreut liegende Steine. Augenscheinlich ohne Störung. | 28980700 | BW   |

### Wibbecke 10
- ID:28985190
- Locker gestreute Gruppe unterschiedlich großer, runder und ovaler Steinhügel, von sehr flach bist stark gewölbt. Aus Kalkstein unterschiedlicher Größe aufgebaut. Teilweise stark gestört.

| Lage                       | Bezeichnung | Beschreibung | ID       | Bild |
| -------------------------- | ----------- | --- | -------- | ---- |
| 51° 34′ 20″ N, 9° 47′ 5″ O | Wibbecke 11 | Durchmesser ca. 7,5 m und Höhe ca. 0,4 m. Rund, flach gewölbt. Gipfel stark abgeflacht. Randbereiche unregelmäßig flach auslaufend. Überwiegend kopfgroße Kalksteine vorhanden. Lose gestörte Steinpackung. Im Fußbereich leichte Steinstreuung. Gestörter Gesamteindruck.               | 28980702 | BW   |
| 51° 34′ 18″ N, 9° 47′ 6″ O | Wibbecke 12 | Durchmesser ca. 14 m und Höhe ca. 1 m. Rund, hochgewölbt. Randbereiche deutlich abgesetzt. Faust- bis kopfgroße Kalkbruchsteine vorhanden. Westl. Hügelteil bis auf ca. 0,30 m abgetragen und z.T. seitlich gelagert. Östl. Bereich mit gleichmäßig gewölbter Oberfläche.                | 28980703 | BW   |
| 51° 34′ 16″ N, 9° 47′ 5″ O | Wibbecke 13 | Durchmesser ca. 9 m und Höhe ca. 0,4 m. Rund mit deutlicher, gleichmäßiger Wölbung. Gipfel leicht abgeflacht. Randbereich deutlich vom Waldboden abgesetzt. Faust- bis kopfgroße Kalksteine vorhanden. Am Hügelfuß „umliegend“ schwache Steinstreuung. Sonst ungestörter Gesamteindruck. | 28980704 | BW   |
| 51° 34′ 15″ N, 9° 47′ 1″ O | Wibbecke 15 | Durchmesser ca. 12 m und Höhe ca. 0,5 m. Rund. Randbereiche deutlich abgesetzt. Faustgroße Steine vorhanden. Verbliebener Rest mit augenscheinlich ungestörten Randbereichen. Im westl. Wölbungsbereich herausragende größere, flache Steine.                                            | 28980706 | BW   |